# Rio Bananal (kommun)
Rio Bananal är en kommun i Brasilien.   Den ligger i delstaten Espírito Santo, i den sydöstra delen av landet, 900 km öster om huvudstaden Brasília. Antalet invånare är 17 538.
Följande samhällen finns i Rio Bananal:
- Rio Bananal

Omgivningarna runt Rio Bananal är huvudsakligen savann. Runt Rio Bananal är det ganska glesbefolkat, med 26 invånare per kvadratkilometer.